# Michael Gove
Michael Andrew Gove (født 26. august 1967 i Edinburgh) er en britisk politiker og medlem af det konservative parti, der siden 2017 har været medlem af kabinettet som minister med ansvar for miljø, fødevarer og landbrug (Environment, Food and Rural Affairs).
Gove har været medlem af det britiske underhus valgt i Surrey Heath siden 2005. Han er også skribent for The Times.
Han var 2010–2014 undervisningsminister i den David Camerons koalitionsregering (Konservative-Liberale). I forbindelse med en reorganisering af Camerons regering fratrådte Gove og fik i stedet posten som indpisker 'Chief Whip' med ansvar for at partimedlemmerne i parlamentet stemmer i overnesstemmelse med partilinjen. Efter parlamentsvalget i 2015 overtog Gove posten som justitsminister og 'Lord Chancellor' i David Camerons 2. regering.
Gove spillede en hovedrolle i Storbritanniens folkeafsteming om landets forbliven i EU, hvor han med Boris Johnson og Gisela Stuart var blandt de drivende kræfter i kampagnen for Storbritanniens udmeldelse af EU.
Gove har tidligere støttet Boris Johnsons forsøg på at blive leder af Det Konservative Parti, men stillede i 2016 op som kandidat til formand for partiet. Han opnåede dig ikke tilstrækkeligt med stemmer til at komme til den afgørende valgrunde, Theresa May og Andrea Leadsom var kandidaterne. Efter May havde vundet afstemningen, undlod May at give Gove en plads i regeringen, men efter parlamentsvalget i 2017 blev han tildelt det britiske miljø-, fødevare- og landbrugsministerium.

## Karriere
Gove har en kandidatgrad i engelsk fra Oxford Universitet. Han arbejdede som journalist for The Times.
I parlamentsvalget i 2005 blev Gove indvalgt i underhuset for valgkredsen Surrey Heath. Den 9. maj 2015 blev han justitsminister og 'Lord Chancellor' i David Camerons regering.
Gove spillede en fremtrædende rolle i kampagnen for at melde Storbritannien ud af EU (Leave kampagnen). Ved folkeafstemningen den 23. juni 2016 stemte 51,89 procent af vælgerne for en udmeldelse (Brexit). Efter det stillede Michael Gove op som kandidat til posten som leder af det britiske Konservative Parti. Posten blev ledig, da David Cameron den 24. juni 2016 varslede, at han ønskede at gå af som partileder og premierminister senere på året. Ved fristens udløb var der opstillet fem kandidater: Liam Fox og Michael Gove blev stemt ud, Stephen Crabb og Andrea Leadsom trak sig, Theresa May blev partileder den 11. juli og premierminister to dage senere. Derfor mistede Michael Gove sine ministerposter den 14. juli 2016.

## Personligt
Hans hustru Sarah Vine er klummeskribent for avisen Daily Mail.